# سید آیت موسوی اجاق
سید آیت موسوی اجاق (زاده ۱۳۳۲ - کرمانشاه) سیاست‌مدار، نماینده سابق دورهٔ چهارم مجلس شورای اسلامی در حوزه انتخابیه شهرستان کرمانشاه که در یک سانحه تصادف درگذشت. وی بردار مجتبی موسوی اجاق نماینده پیشین دوره دورهٔ پنجم و دورهٔ ششم کرمانشاه در مجلس شورای اسلامی بود.